# Gerhard Berger
Gerhard Berger (født 27. august 1959 i Wörgl, Østrig) er en pensioneret østrigsk racerkører, der gennem sin 14 år lange Formel 1-karriere, fra 1984 til 1997 kørte intet mindre end 240 Grand Prix'er og vandt 10 sejre. Hans bedste samlede VM-resultat var en 3. plads, som han opnåede i både 1988 og 1994.

## Formel 1

### ATS (1984)
Berger debuterede i Formel 1 for ATS-holdet i Østrigs Grand Prix. I hans næste Grand Prix i Italien var han sjetteplads, men han havde ikke point tilføjet til sit resultat, fordi han kørte på holdets "andet entry", og fordi holdet havde kun deltaget med en bil for sæsonen.

### McLaren (1990-1992)
I 1990 kom Berger til McLaren hvor hans holdkammerat var brasilianeren Ayrton Senna. Han havde ikke vundet et løb i 1990, men han havde vundet i 1991 i Japan og i 1992 i Canada og Australien.

### Tilbage til Ferrari (1993-1995)
Før Belgiens Grand Prix 1992 annoncerede han at han vil vende tilbage til den kæmpende italienske hold Ferrari. Bergers podieplacering var i Ungarn og det var kun hans podieplacering i hans 1993-sæson.
1994-sæsonen var et chok for Berger, da hans nære ven Ayrton Senna og landsmanden Roland Ratzenberger blev dræbt under San Marinos Grand Prix. Han scorede en følelsesmæssig sejr på Hockenheim for Tysklands Grand Prix 1994 i hans Ferrari 412T1-bil, den første sejr for Ferrari siden Spaniens Grand Prix 1990.
I 1995-sæsonen havde Berger fået nogle podieplaceringer og han var i et løbsvindende position i San Marino. Han kvalificerede andenplads, men hans bil gik i stå før starten af løbet. Han blev tredjeplads under løbet og tog den hurtigste omgangstid.
Efter 1995-sæsonen var Michael Schumacher og Eddie Irvine underskrevet som Ferrari's kørere for 1996-sæsonen og begge Alesi og Berger blev flyttet til Benetton.

## Resultater
Bergers lange karriere i Formel 1 bød på 240 Grand Prix'er, hvoraf han vandt de 10. Han opnåede inklusiv sejrene i alt 48 podieplaceringer, og 12 gange startede han et Grand Prix fra pole position.